# Mahmud Abouhalima
Mahmud Abouhalima (arabiska: محمود أبو حليمه), född 1959 i Kafr ad-Dawwar, Egypten, är en islamistisk terrorist och var inblandad i Bombningen av World Trade Center som dödade sex personer och skadade över tusen. Hans röda hår gav honom smeknamnet Mahmud den röde.
I mars 1994 dömdes Abouhalima till 240 års fängelse utan möjlighet till frigivning. Senare sänktes straffet till cirka 108 års eller 1300 månaders fängelse.